# رمزي بين يونس
رمزي بين يونس هو لاعب كرة قدم تونسي في مركز الدفاع، ولد في 31 مايو 1978 في مدينة تونس في تونس. لعب مع الأولمبي الباجي والترجي الرياضي التونسي ونادي الفتح ونادي النصر.

## وصلات خارجية
- رمزي بين يونس على موقع قاعدة بيانات كرة القدم.إي يو (الإنجليزية)